# Огоев, Урузмаг Созрыкоевич
Урузмаг Созрыкоевич Огоев (17 января 1948, Баку — 10 мая 2024, Владикавказ) — советский и российский военачальник. Участник Холодной войны. Командующий 11-й армией Военно-воздушных сил и противовоздушной обороны. Генерал-лейтенант (1994).

## Биография
Образование
Окончил Орджоникидзевское суворовское училище.
В 1971 году окончил Минское высшее инженерное зенитное ракетное училище противовоздушной обороны, в 1977 году — Военную командную академию противовоздушной обороны, в 1991 году — Военную академию Генерального штаба Вооружённых Сил.
Ранние годы
Родился в г. Баку 17 января 1948 года в семье потомственного военного, участника Великой Отечественной войны генерал-лейтенанта Созрыко Николаевича. Поступил в Орджоникидзевское суворовское училище.
Начало военной службы
Служил в гарнизонах Вологда, Одесса, Загорск, Молдавия, Кимры, Москва, Самара, Комсольск-на-Амуре, Хабаровск и др.
1971—1973 гг. — инженер стартового дивизиона боевой группы огневого комплекса. 
1973—1976 гг. — заместитель командира зенитного ракетного дивизиона. 
1976—1979 гг. — командир зенитного ракетного дивизиона. В 1977 году окончил Военную командную академию противовоздушной обороны
1979—1981 гг. — заместитель командира зенитного ракетного полка. 
1981—1987 гг. — командир зенитного ракетного полка. 
1987—1991 гг. — заместитель командира дивизии. 
В 1989 году поступил и  в 1991 году окончил Военную академию Генерального штаба Вооружённых Сил.
На высших должностях
1991—1992 гг. — командир дивизии. 
1992—1994 гг. — командир корпуса. 
1994—1995 гг. — начальник штаба отдельной армии ПВО. 
1995—1998 гг. — командующий Краснознаменной 11-й отдельной А ПВО. 
1998—2000 гг. — командующий 11-й армией Военно-воздушных сил и противовоздушной обороны.
В 2000 году вышел в отставку.
После службы
Вернулся в Северную Осетию. Был советником Президента республики, заместителем председателя правительства, с 2003 года — секретарь совета экономической и общественной безопасности республики РСО-А. Занимался снабжением всем необходимым миротворцев в Южной Осетии.
С 2012 по 2024 год — Ведущий инспектор группы инспекторов Объединённого стратегического командования Южного военного округа, был заместителем подгруппы инспекторов "Владикавказ". 
Умер 25 мая 2024 года во Владикавказе.
Сергей Меняйло написал:

"Всю свою жизнь он посвятил служению Родине. Долг и честь — принципы, которым он всегда следовал. Урузмаг Созрыкоевич прошёл очень непростой военный путь от инженера стартового дивизиона боевой группы огневого комплекса до командующего отдельной 11-й армии ВВС и ПВО. Воспитал достойных сыновей и внуков. Был для меня примером мужества и самоотверженности. Мы были хорошо знакомы, во время службы часто встречались с Урузмагом Созрыкоевичем. Всегда знал, что могу рассчитывать на его поддержку!".— 

## Семья
- Был женат, воспитывал 2 сына (Заурбек Огоев и Алан Огоев)
- Внуки — 7 внучек, внук Максим Аланович Огоев

## Награды
- Орден «За военные заслуги» (Россия)
- Орден «За службу Родине в Вооружённых Силах СССР» 3-й степени
- Медаль «В ознаменование 100-летия со дня рождения Владимира Ильича Ленина» (6 апреля 1970[6])
- Медаль «За укрепление боевого содружества»

- Медаль «Ветеран Вооружённых Сил СССР»
- Юбилейная медаль «60 лет Вооружённых Сил СССР»[7]
- Юбилейная медаль «70 лет Вооружённых Сил СССР»[8]
- Медаль «За безупречную службу» I степени
- Медаль «За безупречную службу» II степени
- Медаль «За безупречную службу» III степени
- Медаль «За ратную доблесть»
- Именное оружие приказом Министра обороны РФ (1996 год)